# Fast Company (film, 1979)
Pour les articles homonymes, voir Fast Company.
Pour plus de détails, voir Fiche technique et Distribution.
Fast Company est un film dramatique canadien réalisé par David Cronenberg et sorti en 1979.

## Synopsis
Lonnie « Lucky Man » Johnson est un pilote très célèbre de courses de dragsters (ou Funny Car (en)). Il fait partie d'une équipe sponsorisée par Fast Company et managée par un homme corrompu, Phil Adamson. Lonnie devient par ailleurs le mentor d'un jeune pilote, Billy Crocker, surnommé « Billy the Kid ». Lonnie entre alors en conflit avec Phil Adamson. Ce dernier s'allie au rival de Lonnie, Gary Black, surnommé « The Blacksmith » (« le forgeron »).

## Fiche technique
Sauf indication contraire, les informations mentionnées dans cette section peuvent être confirmées par la base de données cinématographiques IMDb,  présente dans la section « Liens externes ».
- Titre original : Fast Company
- Réalisation : David Cronenberg
- Scénario : David Cronenberg, Nicholas Campbell, Phil Savath et Courtney Smith, d'après une histoire d'Alan Treen
- Musique : Fred Mollin
- Photographie : Mark Irwin
- Montage : Ronald Sanders
- Direction artistique : Carol Spier
- Costumes : Delphine White
- Production : Michael Lebowitz, Peter O'Brian, Phil Savath et Courtney Smith

Producteur délégué : David Perlmutter
- Sociétés de production : Quadrant Films, Michael Leibowitz Inc. et Canadian Film Development Corporation
- Distribution : Danton Films (Canada)
- Pays de production :  Canada
- Genre : drame sportif
- Durée : 91 minutes
- Dates de sortie[1] :

Canada : 18 mai 1979
États-Unis : août 1979
France : inédit en salles

## Distribution
- William Smith : Lonnie « Lucky Man » Johnson
- Claudia Jennings : Sammy
- John Saxon : Phil Adamson
- Nicholas Campbell : Billy « The Kid » Brocker
- Don Francks : Elder
- Cedric Smith : Gary « The Blacksmith » Black
- Judy Foster : Candy
- Robert Haley : P. J.
- George Buza : Meatball
- David Graham : Stoner
- David Petersen : Slezak
- Chuck Chandler : le speaker à Edmonton
- Cheri Hilsabeck : une auto-stoppeuse
- Sonya Ratke : une auto-stoppeuse
- Michael Bell : Chuck Randall

## Production

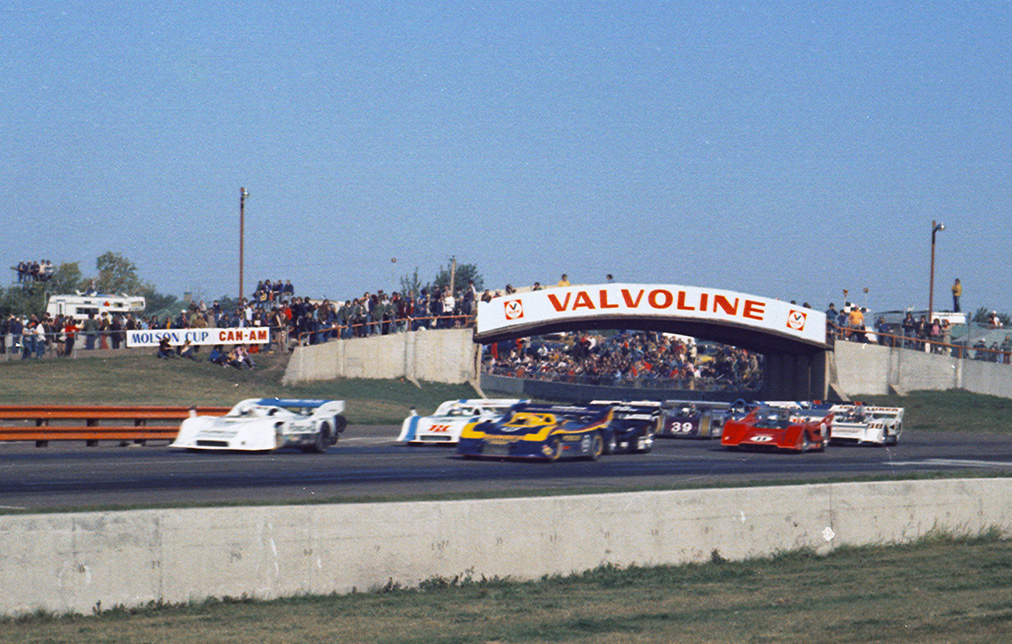
Le tournage a lieu en partie sur le circuit d'Edmonton

Le tournage a lieu à Edmonton (notamment le Edmonton International Speedway (en)) et dans l'Ouest canadien.

## Accueil
Sur l'agrégateur américain Rotten Tomatoes, Fast Company récolte 88% d'opinions favorables pour 8 critiques et une note moyenne de 6,56⁄10.

## Commentaires
Après des films d'horreur et/ou de science-fiction, David Cronenberg « s'offre » ici une parenthèse avec un film de sport automobile, unique dans sa carrière, bien que le cinéaste soit passionné de course automobile. Il n'est pas à l'origine du scénario de départ et accepte ici un « film de commande ». Cependant, ce film est le premier où il travaille avec plusieurs personnes qui l'accompagneront par la suite sur quasiment tous ses films : le directeur de la photographie Mark Irwin, le monteur Ronald Sanders ou encore la décoratrice Carol Spier.
Il s'agit du dernier film de l'actrice Claudia Jennings, décédée dans un accident de la route en octobre 1979.